# Maryna Godwin
Maryna Godwin (Mthatha, 9 settembre 1944) è un'ex tennista sudafricana.
È conosciuta anche con il cognome Proctor.

## Carriera
Nei tornei del Grande Slam ha ottenuto il suo miglior risultato agli US Open raggiungendo i quarti di finale nel singolare nel 1968 e nel doppio misto nello stesso anno, in coppia con il connazionale Raymond Moore.
In Fed Cup ha disputato un totale di 7 partite, ottenendo 5 vittorie e 2 sconfitte.